# Sofie Heby Pedersen
Sofie Heby Pedersen (født 1. februar 2001 i Gug) er en cykelrytter fra Danmark, der kører mountainbike og cykelcross for Wilier Triestina-Pirelli. 
Ved de ungdomsolympiske lege 2018 i Buenos Aires vandt hun sammen med Mie Saabye guld i holdkonkurrencen i mountainbike og landevejscykling.
Ved DM i cykelcross 2021 vandt hun sølvmedalje i eliterækken, og blev efterfølgende udtaget til VM i cykelcross 2021. Da VM i mountainbike 2022 blev kørt i slutningen af august vandt Sofie Heby bronze i U23-klassen.
2023 blev et godt år på mountainbike for Sofie Heby. Hun blev dobbelt danmarksmester, vandt de fire første World Cup-afdelinger, og den 9. juli blev hun U23-europamester.